# 温夫人的扇子

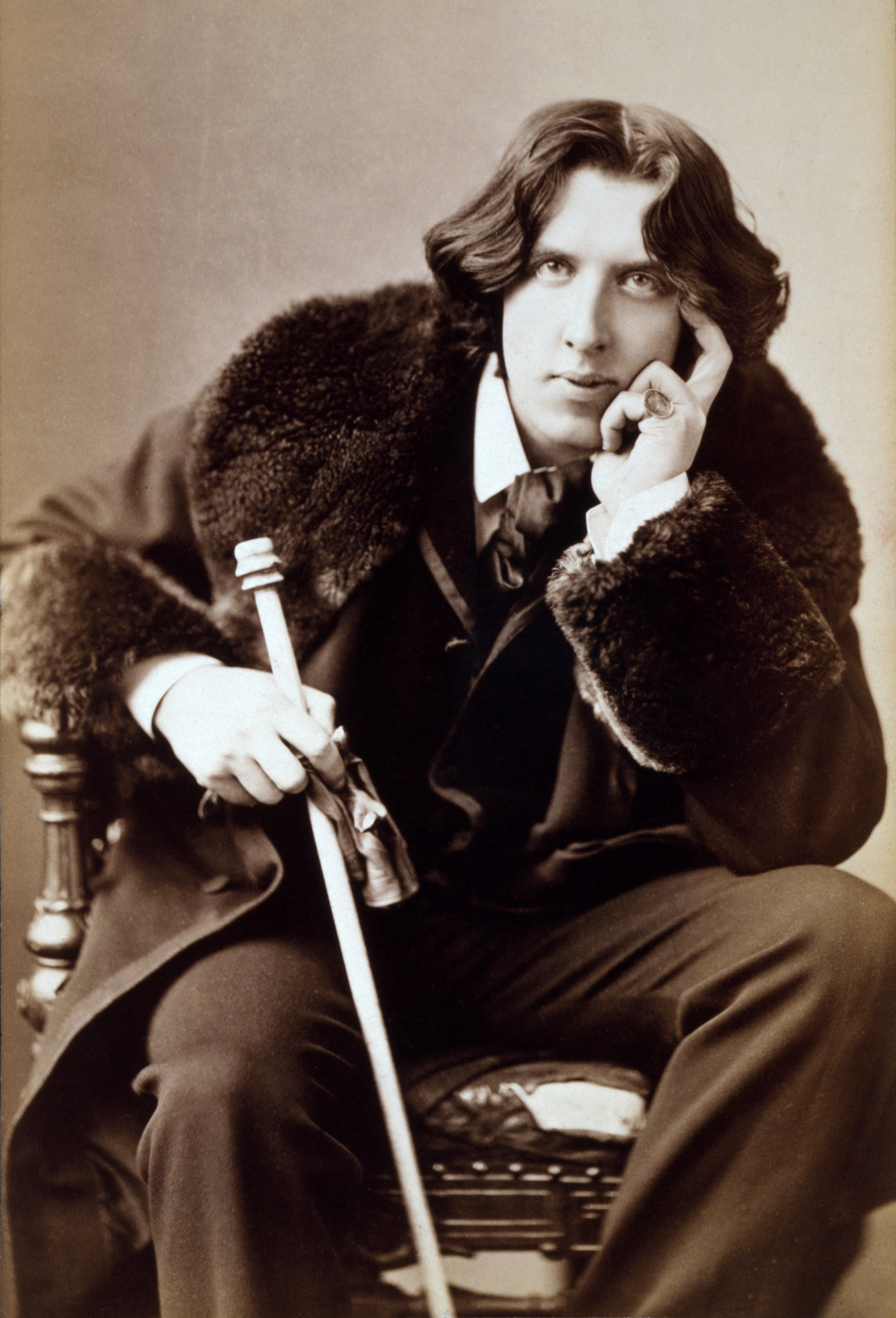
奥斯卡·王尔德

《温夫人的扇子》（Lady Windermere's Fan: A Play About a Good Woman）是奥斯卡·王尔德的一部四幕喜剧，1892年2月22日首演于伦敦的圣詹姆斯剧院（St.James Theatre）。剧本出版于1893年。如同王尔德的许多喜剧一样，该剧讽刺维多利亚时期的道德，尤其是婚姻方面。
这个故事说到温夫人发现她的丈夫可能与其他女人有染，但是他竟邀请那个女人，欧琳太太，参加她的生日舞会。温夫人对丈夫的不忠怒火中烧，准备离开丈夫与情人私奔。欧琳太太获悉这一秘密，尾随温夫人，试图说服她回到丈夫身边，在此过程中，欧琳太太在一个尴尬的情形中被发现，她牺牲自己的声誉，来挽救温夫人的婚姻。
该剧中许多人物得名于英格兰北部的地名：温夫人来自温德米尔湖，Berwick公爵夫人得名于特韦德河畔伯立克，达林顿勋爵得名于达灵顿。

## 简介

### 第一幕
该剧开始于温夫人和她的丈夫在伦敦的家中的晨间起居室。这是下午茶时间，这一天是温夫人的生日，一位朋友达林顿勋爵前来拜访。她向他解释说，她被他接连不断的恭维话所苦恼，不过她显然并未察觉他对她的迷恋。Berwick公爵夫人和她的女儿Lady Agatha也前来拜访，公爵夫人告诉温夫人，她的丈夫可能对婚姻不忠，频繁见另一个女人，欧琳太太。温德米尔勋爵不仅去见她，而且可能给了欧琳太太大笔金钱。有关这些活动的传闻已经传遍了伦敦社交界。
在公爵夫人和她的女儿离开后，温夫人决定检查她丈夫的账本，她在办公桌里找到账本，发现并无任何差错，但是当她将其放回原处时，她又发现了另一本上锁的账本。她撬开了锁，发现上面记录了给欧琳太太的大笔款项。温德米尔勋爵进屋，发现他的妻子在研究账本。她质问他，他不能否认，他与那个女人有往来，但是他解释说，他并未对她不忠，只是试图保护她免受极大的耻辱。然后他请求她邀请欧琳太太参加当晚她的生日舞会。温夫人拒绝了，但是温德米尔勋爵坚持，并且亲自写了一份请柬。温夫人说，如果欧琳太太出现，她将给她好看，温德米尔勋爵回答说，为了她的最佳利益，最好不要这样做。

### 第二幕
第二幕发生于温德米尔家的客厅，晚上举行生日舞会。男管家帕克宣布客人的到来。温德米尔勋爵进来，要和温夫人说话，但是她离开了。温德米尔勋爵的一个朋友，奥古斯都勋爵进来，拉他拉到一边，友善地询问关于欧琳太太的事。温德米尔勋爵表示，他与欧琳太太之间没有任何麻烦，但是被人认为有许多事情。欧琳太太来到派对，受到温夫人冷淡的接待。温德米尔勋爵和他的朋友们将欧琳太太介绍给其他许多宾客。见到她的许多妇女知道她的名声不佳，但是仍惊讶于她的魅力。
温夫人和达林顿勋爵谈论欧琳太太到来的局面，达林顿勋爵高兴地听到温德米尔勋爵违背温夫人的愿望坚持邀请欧琳太太，利用温夫人的悲惨状态，表明他对她的爱。温夫人大感惊讶，于是他又宣布，次日他将离开，可能永远不会再见到她。达林顿勋爵向她发出最后通牒，试图说服仍处于震惊状态的她立即采取行动，他恳求她和他一起到国外。在房间的另一边，欧琳太太正在同温德米尔勋爵讨论事项，她说，她打算嫁给奥古斯都勋爵，但需要温德米尔勋爵给一些钱。
温夫人，因达林顿勋爵的自白而得意，并因欧琳太太的出现而愤怒，决定立刻离家出走，留给温德米尔勋爵一张纸条，她离开他了。欧琳太太问帕克，温夫人到哪里去了，他回答说，她已经离开了房子，并且写了便条给温德米尔勋爵。欧琳太太打开了信，她的一个简短的独白表明，她是温夫人的母亲，在20年前做了同样的事情。她拿着信去寻找温夫人，要拯救她脱离她自己曾犯过的同样的错误。

### 第三幕
温夫人被发现单独在达林顿勋爵的房间，证明她采取行动在离开她的丈夫。欧琳太太出现并试图说服温夫人回到丈夫和孩子身边。最初温夫人加以抵抗，后来在欧琳太太回到孩子身边的恳求之下，温夫人终于放弃了反抗。当她们正要离开房间时，她们听到了达林顿勋爵和他的朋友们，包括温德米尔勋爵的声音。这两个妇女躲藏了起来。
当男人们正在说话时，塞西尔·格雷厄姆注意到温夫人的扇子（她丈夫赠送的生日礼物）留在桌子上。他和其他人都猜测，正有一个女人在达林顿勋爵处。当温德米尔勋爵要离开时，格雷厄姆使他注意到扇子。他惊讶地看到他妻子的扇子，并要求知道达林顿勋爵是否将她隐藏在某个地方，如果不进行搜查，他就拒绝离开。达林顿勋爵不允许进行搜查，而温德米尔勋爵再次要求，欧琳太太及时现身，使她的女儿不被自己的丈夫发现而得以逃离。所有的男人，尤其是奥古斯都，都感到震惊，而欧琳太太解释说，一定是她错拿了温夫人的扇子。

### 第四幕
最后一幕开始于温夫人躺在起居室的沙发上，考虑如何如何告诉丈夫昨晚发生的事情。她的丈夫进来，他们讨论离开伦敦的可能性，然后讨论转换到温夫人，欧琳太太已经原谅了她，希望接受她，然而温德米尔勋爵现在转而鄙视她了。帕克进来，盘子上放着温夫人的扇子，和欧琳太太的便条。温夫人不顾丈夫的抗议，坚持要接待欧琳太太。欧琳太太进来，说自己将要出国，向温夫人要她和儿子杰拉尔德的照片。 
温夫人离开房间去找照片，欧琳太太和温德米尔勋爵讨论前一天晚上的事件。于是整个故事显明出来：欧琳太太在温夫人出生后不久离开她的父亲和情夫私奔，后来情夫抛弃了欧琳太太，于是她生活在贫困之中，并且改名换姓。当她听说女儿嫁入豪门的消息，决定敲诈温德米尔勋爵一笔，不但生活无忧，或许还能重新在社交界获得地位。欧琳太太恳求温德米尔勋爵不要透露她的真实身份，但要求允许她保存那把扇子。温夫人拿着照片回来，给了欧琳太太。
当温德米尔勋爵去看欧琳太太的马车是否回来时，她和温夫人又讨论起那个事件，欧琳太太恳求温夫人不要透露那天晚上事件的真相。温夫人答应保守这一秘密。当她要离开时，奥古斯都勋爵来到。在他进来后，欧琳太太要求他护送她到她的马车，奥古斯都勋爵随后返回宣布，她已经澄清了那天晚上的事件，并接受了他的求婚。他们将住在英格兰以外。温德米尔勋爵和温夫人都保守了他们的秘密。

## 改编
该剧已经被改编为许多影视和音乐作品。  
2005年电影美丽诱惑（A Good Woman），将故事发生地转移到意大利的阿马尔菲海岸，时间也改为1930年。主演包括海伦·杭特、马克·坎巴斯（Mark Umbers）、史嘉蕾·乔韩森、Stephen Campbell Moore和汤姆·威金森（Tom Wilkinson）。  